# William Richert
Pour les articles homonymes, voir Richert.
William Richert, né en 1942 en Floride et mort le 19 juillet 2022 à Portland (Oregon), est un réalisateur américain.

## Filmographie partielle
- 1972 : A Dancer's Life
- 1974 : La Loi et la Pagaille (Law and Disorder ) d'Ivan Passer
- 1979 : Qui a tué le président ? (Winter Kills)
- 1980 : The American Success Company
- 1988 : Jimmy Reardon (A Night in the Life of Jimmy Reardon)
- 1998 : The Man in the Iron Mask